# What About My Dreams?
«What About My Dreams?» (А как же мои мечты?) — песня в исполнении венгерской певицы Кати Вульф, с которой она представила Венгрию на конкурсе песни «Евровидение 2011», который прошёл в Дюссельдорфе, Германия. Песня была исполнена во второй половине первого полуфинала конкурса 10 мая 2011 года и была одной из 10 лучших песен, которые вышли в финал 14 мая 2011 года. Авторами песни являются Виктор Раконцай, Грег Рац, Джонни Палмер и Питер Гесзти.

## Список композиций
| №  | Название                                     | Длительность |
| -- | -------------------------------------------- | ------------ |
| 1. | «What About My Dreams?» (Main)               | 4:09         |
| 2. | «What About My Dreams?» (Karaoke Version)    | 4:10         |
| 3. | «What About My Dreams?» (Eurovision Version) | 3:01         |

## Позиции в чартах
| Чарт (2011)                                | Наивысшая позиция |
| ------------------------------------------ | ----------------- |
| Австрия (Ö3 Austria Top 40)                | 47                |
| Бельгия/Фландрия (Ultratip Bubbling Under) | 45                |
| Венгрия (Rádiós Top 40)                    | 1                 |
| Singles Top 10                             | 5                 |
| TopHit                                     | 221               |
| Швейцария (Schweizer Hitparade)            | 53                |
| Великобритания (OCC UK Singles)            | 128               |